# Bobovišća
Bobovišća su mjesto na zapadnom dijelu otoka Brača. Nalaze se 2 – 3 kilometra od Ložišća, na cesti prema Milni. Prema popisu stanovništva iz 2011. imaju 65 stanovnika. Administrativno pripadaju općini Milna.
U uvali podno Bobovišća se nalazi mjesto Bobovišća na Moru. Uvala se pri dnu račva na luku Bobovišća i Vičju luku, jedno od najvažnijih lokaliteta s nalazima ilirsko-grčke civilizacije u Hrvatskoj uopće. Zaljev se nastavlja dubokim klancem.

## Povijest
Bobovišća se razvijaju tek nakon uporne borbe za otcjepljenje od milnarske župe 1687. godine. Tada, naime, dobivaju kapelana, a 1750. postaju samostalna župa. Iz akata o otcjepljenju vidi se da se Bobovišća nazivaju još i Stanac Dolac. Skupa s Ložišćem to je mjesto imalo 1674. godine 220 stanovnika, 1681. 240, 1705. 260, a 1718. oko 300 žitelja.  U 18. stoljeću oba mjesta dosegla su 500 stanovnika. Crkva svetog Jurja koja se započela graditi 1656. postala je središnja župna crkva za oba spomenuta naselja. 
Stara Bobovišća ili Gornja Bobovišća, nalaze se na 43°20′45″N 16°28′29″E / 43.34579°N 16.47474°E, nedaleko od Bobovišća na moru. Kuće su kamene, uličice popločane i kazuju sklad i jednostavnost nekadašnjeg pučkog graditeljstva. U mjestu se nalazi crkva Sv. Jurja iz 1914. godine u kojoj su djela nepoznatog mletačkog slikara. Gornja Bobovišća su bliže Ložišću od Bobovišća na moru. Gornja Bobovišća i Ložišća razdvaja mali vodotok.
Novije naselje, tzv. Luka Bobovišće (Bobovišća na moru), nastalo je na uz morsku obalu koja je od početka bila pristanište dvama spomenutim naseljima. Kuće u toj uvali gradile su se i s lijeve i s desne strane. Među njima se ističe utvrđeni dvor u stilu renesansno-barokne arhitekture boboviške plemićke obitelji Marinčević-Gligo i skupina kuća obitelji Nazor, od kojih je najstarija građena krajem 18. stoljeća.
U Bobovišćima je jednorazredna muška škola (Scuola popolare maschile d'una classe) osnovana 1845. pa je 1880. godine pretvorena u mješovitu pod nazivom Pučka jednorazredna mješovita učiona. Boboviška škola pretvorena je 1903. u dvorazrednu, kada je sagrađena nova školska zgrada. Hrvatski je kao nastavni jezik uveden 1880. godine. Mjesto je 1873. godine imalo jednu primalju.

## Stanovništvo
| broj stanovnika | 424   | 1561  | 498   | 617   | 625   | 433   |       | 244   | 166   | 137   | 102   | 75    | 52    | 62    | 71    | 65    | 15    |
|                 | 1857. | 1869. | 1880. | 1890. | 1900. | 1910. | 1921. | 1931. | 1948. | 1953. | 1961. | 1971. | 1981. | 1991. | 2001. | 2011. | 2021. |

## Poznate osobe
- Jorjo Cerinić, hrvatski pjesnik
- Luka Halat, hrvatski pjesnik
- Antonio Skármeta, svjetski poznati čileanski pjesnik

## Spomenici i znamenitosti
- Crkva sv. Jurja
- Crkva sv. Martina između Bobovišća i Milne
- Kuća Cerinić-Gligo
- Neobičan kamen zvan Turčinova glava, u klancu Vičje luke, uvale nadomak Bobovišća.[5]

## Vanjske poveznice
|  | Zajednički poslužitelj ima još gradiva o temi Bobovišća |